# Viktor Bodó

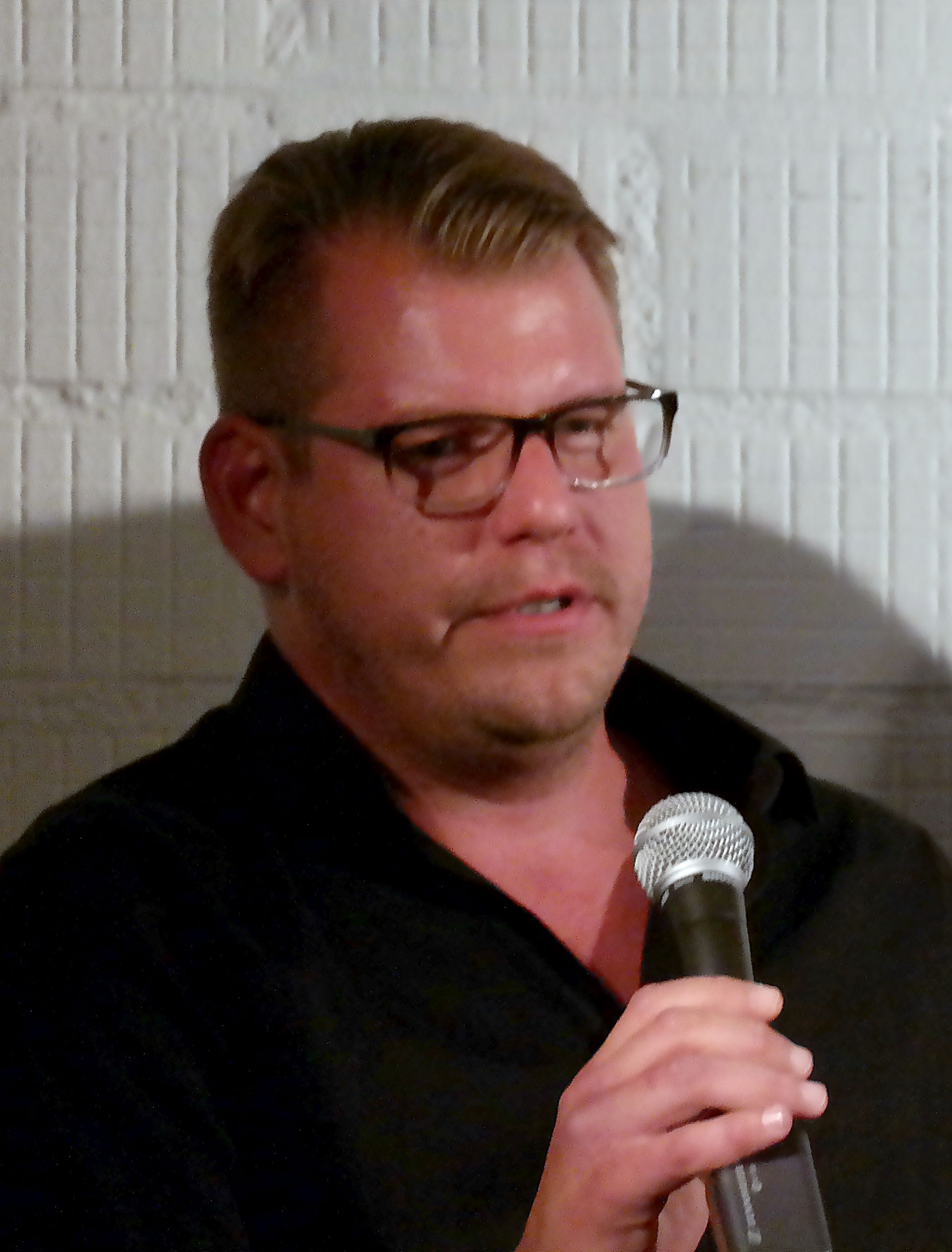
Viktor Bodó

Viktor Juan Sebastian Bodó (* 1978 in Budapest) ist ein ungarischer Regisseur und Bühnenbildner.

## Leben
Bodó studierte Schauspiel und Regie und war danach Schauspieler am Krétakör-Theater in Budapest. Seinen Durchbruch erlebte er als Regisseur am József-Katona-Theater. Danach ging er ans Schauspielhaus Graz (u. a. Kafkas Das Schloss, Alice nach Lewis Carroll). Alice wurde mehrmals zu Festivals eingeladen, u. a. zu den Salzburger Festspielen 2009.
2008 gründete Viktor Bodó in Budapest eine eigene Theatertruppe namens Szputnyik Shipping Company, Modernes Theater- und Verhaltensforschungsinstitut und -labor (übersetzt).
Seit 1999 ist er auch als Schauspieler, Regisseur und Drehbuchautor für Film und Fernsehen tätig. 2010 wurde das Schauspielhaus Graz mit Bodós Inszenierung von Peter Handkes Die Stunde da wir nichts voneinander wussten  zum Berliner Theatertreffen eingeladen. Es folgten Gastspiele am Nationaltheater (Budapest) und in Moskau.
Im September 2011 hatte Bodós Stück Tot im Orient Express am Theater Winterthur Premiere. Die Koproduktion der Budapester SzputnyikShipping Company und des Theaters Winterthur wurde ab Oktober 2011 im Großen Haus des Staatstheaters Mainz ebenfalls aufgeführt.
Viktor Bodós Inszenierung Der Revisor von Nikolai Gogol am Vig Theater Budapest zählte in der Saison 2013/14 zu den wenigen Aufführungen, die sich in kaum verhüllter Weise mit der politischen Realität Ungarns auseinandersetzten. Bodó übertrug das Stück in die Gegenwart und verlegte die Handlung in einen leeren Swimmingpool, in dem Belastungsmaterial aus der Vergangenheit geschreddert wird. Bodó arbeitete mit grotesken Überzeichnungen und inszenierte Gogols Stück als absurden Alptraum.
Bodó war für seine Inszenierung König Ubu am Theater Heidelberg für den Deutschen Theaterpreis DER FAUST 2014 nominiert.
Für das Schauspiel Stuttgart inszenierte Viktor Bodó eine satirische Bühnenfassung von Luis Buñuels klaustrophobischen Film-Klassiker Der Würgeengel aus dem Jahr 1962. Das pausenlose 90-Minuten-Stück feierte am 24. Oktober 2020 Premiere. Niemals gefriert die Inszenierung trotz eingehaltener Corona-Regeln zu starrem Steh- oder Sitztheater – obwohl stets zwölf Personen gleichzeitig auf der Bühne agieren. Die bedrohliche, düstere Anmutung des Films wird aufgelöst zugunsten einer Art von „aufgedrehtem Horrorklamauk“.

## Auszeichnungen
- 2008: Nestroy-Theaterpreis-Auszeichnung für die Beste Ausstattung von Alice am Schauspielhaus Graz
- 2009: Nestroypreis-Nominierung für die Beste Regie von Die Stunde da wir nichts voneinander wussten am Schauspielhaus Graz
- 2010: Einladung zum Berliner Theatertreffen für Die Stunde, da wir nichts voneinander wussten
- 2010: Die Stunde, da wir nichts voneinander wussten wird als beste ausländische Produktion 2010 mit dem russischen Theaterpreis, der „goldenen Maske“, ausgezeichnet
- 2011: Nestroypreis-Nominierung in der Kategorie Beste Bundesländer-Aufführung für Der Meister und Margarita (nach Michail Bulgakow) am Schauspielhaus Graz
- 2016: Europäischer Theaterpreis: „XIII Europe Prize Theatrical Realities“ für „besondere Impulse für das europäische Theater“.[4][5]
- 2019: Dorothea-Neff-Preis in der Kategorie Beste Regieleistung für Biedermann und die Brandstifter[6][7]